# Preparctia hannyngtoni
Preparctia hannyngtoni là một loài bướm đêm thuộc phân họ Arctiinae, họ Erebidae.